# Svartstrupig frötangara
Svartstrupig frötangara (Sporophila ruficollis) är en fågel i familjen tangaror inom ordningen tättingar.

## Utbredning och systematik
Fågeln förekommer från norra Bolivia till Paraguay, södra Brasilien, norra Uruguay och norra Argentina. Den behandlas som monotypisk, det vill säga att den inte delas in i några underarter.

## Status
IUCN kategoriserar arten som nära hotad.